# Ошар, Арно
Арно́ Оша́р (фр. Arnaud Hauchard; 15 ноября 1971, Руан) — французский шахматист, гроссмейстер (2000).
В составе сборной Франции участник 2-х Олимпиад (1998—2000) и 2-х командных первенств Европы (1992—1997).
Совместно с двумя другими французскими шахматистами стоял в центре скандала связанным с подсказками на 39-й Олимпиаде в Ханты-Мансийске.

## Изменения рейтинга
| Графики недоступны из-за технических проблем. См. информацию на Фабрикаторе и на mediawiki.org. |